# Maurice Gendron
Maurice Gendron (* 26. Dezember 1920 in Nizza; † 20. August 1990 in Grez-sur-Loing, Département Seine-et-Marne) war ein französischer Cellist und Dirigent.

## Leben
Maurice Gendron studierte am Konservatorium in Nizza und am Pariser Konservatorium. Bekannt wurde er vor allem durch die erste Aufführung des Cellokonzerts op. 58 von Prokofjew in Westeuropa, zusammen mit dem London Philharmonic Orchestra unter Walter Susskind. Mit Yehudi Menuhin und dessen Schwester Hephzibah Menuhin spielte er während 25 Jahren im gemeinsam gegründeten Trio.
Ab 1954 war Gendron als Professor der Meisterklasse in Saarbrücken und ab 1970 in Paris tätig. Außerdem unterrichtete er an der Yehudi Menuhin School.
Gendron spielte ein Antonio Stradivari zugeschriebenes Instrument aus dem Jahr 1693, das nach ihm „Gendron“ oder „Gendron, Speyer“ genannt wird. Es wurde später zeitweise von Maria Kliegel gespielt.